# مارتي هيتون
مارتي هيتون (بالإنجليزية: Marty Heaton)‏ هو مدير فني أمريكي، ولد في 11 ديسمبر 1959م.